# رون ليا
رون ليا هو ممثل كندي، ولد في 1901 بمونتريال في كندا.

## أعمال

### أفلام
- (2003) المجند[1]
- (2007) سو 4
- (2008)  منطقة حرب
- (2010) ذي سترانجر

### مسلسلات
- اورفان بلاك[2]
- موردر

## وصلات خارجية
- رون ليا على موقع IMDb (الإنجليزية)
- رون ليا على موقع ألو سيني (الفرنسية)
- رون ليا على موقع أول موفي (الإنجليزية)
- رون ليا على موقع قاعدة بيانات الأفلام السويدية (السويدية)
- رون ليا على موقع قاعدة بيانات الفيلم (الإنجليزية)
- رون ليا على موقع كينوبويسك (الروسية)